# Blé (Burkina Faso)
Pour les articles homonymes, voir Blé (homonymie).
Blé est une localité située dans le département de Kona de la province du Mouhoun dans la région de la Boucle du Mouhoun au Burkina Faso.

## Éducation et santé
Le centre de soins le plus proche de Blé est le centre de santé et de promotion sociale (CSPS) de Kona tandis que le centre hospitalier régional (CHR) se trouve à Dédougou.